# Pethia gelius
Pethia gelius (Hamilton, 1822) è un pesce osseo d'acqua dolce appartenente alla famiglia Cyprinidae.

## Distribuzione e habitat
L'areale di questa specie comprende l'India, il Pakistan e il Bangladesh. È stato introdotto nelle Filippine, in Florida e in Colombia e si è naturalizzato almeno nello stato sudamericano. Vive in acque ferme o a scarsa corrente con fondi di sabbia o fango.

## Descrizione
Questa specie è priva di barbigli. La linea laterale si interrompe subito dopo l'opercolo. Sul corpo sono presenti tre macchie scure poco definite: una immediatamente dietro l'opercolo, una sotto l'inizio della pinna dorsale e una sopra l'origine della pinna anale. Una fascia scura ricopre completamente il peduncolo caudale. Piccole macchie scure sono presenti inoltre all'attaccatura della pinna dorsale, dell'anale e delle ventrali. Raggiunge la taglia massima di 5,1 cm. I sessi sono indistinguibili.

## Biologia

### Riproduzione
La riproduzione avviene in acqua molto bassa, con profondità non superiore a 15 cm. Talvolta i genitori mangiano le uova appena deposte.

### Alimentazione
Carnivoro, si nutre di piccoli crostacei e di insetti.

## Acquariofilia
Viene allevato abbastanza frequentemente in acquario dove si riproduce facilmente. È un pesce pacifico, molto adatto alle vasche di comunità.

## Conservazione
La specie non è considerata minacciata. L'areale è ampio e sembra essere comune. Non sono note cause di minaccia.